# Gold Lion
"Gold Lion" je první singl z druhého studiového alba americké indie rockové kapely Yeah Yeah Yeahs nazvaného Show Your Bones. Skladba je na rozdíl od předešlých písní v diskografii kapely jasně odlišná. Je opatřena akustickou kytarou a zpomaleným tempem, což působí jako kontrast ke skladbám jako jsou "Bang!" a "Date with the Night". Singl byl vydán 21. března 2006 a ihned se stal kapeliným druhým větším hitem po skladbě s názvem "Maps" z roku 2004.
"Gold Lion" byl nazván po dvou cenách Zlatého lva, které vyhrála reklama  společnosti Adidas nazvaná Hello Tomorrow na Mezinárodním reklamním festivalu v Cannes v roce 2005. Karen O v této reklamě zpívá, skladba samotná byla složena Samem "Squeak E. Clean" Spiegelem, bratrem tehdejšího přítele Karen O, Spikem Jonzem, který onu reklamu režíroval.
Skladba "Gold Lion" je součástí kompilačního alba magazínu NME s názvem NME Essential Bands vydaného v roce 2006. Píseň je slyšet v reklamním spotu na parfém nazvaný "Elle" značky Yves Saint Laurent. Dodatečně také zazněla v epizodě "17 Seconds" amerického televizního seriálu Grey's Anatomy.
Několika kritikům skladba velmi připomíná píseň "No New Tale To Tell" alternativní kapely Love and Rockets.
V roce 2010 byla instrumentální část skladby použita v reklamě společnosti Apple Inc. na multimediální tablet iPad.

## Seznam skladeb
1. "Gold Lion" – 3:09
2. "Let Me Know" (Demo) – 3:31
3. "Gold Lion" (Diplo Optimo remix) – 4:04
4. "Gold Lion" (Nick Zinner remix) – 3:14

## Hudební videoklip
Hudební video režiséra Patricka Daughterse zachycuje kapelu hrající na Mohavské poušti při západu slunce a následovně také v noci. Na začátku je vidět bubeník Brian Chase, který drží obrovské množství bubenických paliček, zároveň má stejné množství paliček přivázané na zádech. Další záběr ukazuje Nicka Zinnera kráčejícího s několika akustickými kytarami přivázanými na provazu za ním. Brian poté sedá za bubenický set a jakmile začne hrát, onen štos paliček náhle vzplane a s ním i půda kolem Briana. Následně hází paličku na jinou hromadu dalších paliček a tím vzplane další oheň. Zbytek kapely pokračuje v hraní; jednotliví členové jsou zároveň pokryti vrstvou prachu a písku. Nick postupně ničí jednu kytaru za druhou. Ve stejnou chvíli si Karen O otírá prach z tváří a strhává špinavý oděv, aby odkryla 'blyštící se' šaty. Video dále ukazuje kapelu hrající uvnitř hořícího kruhu.

## Hitparády
| Rok  | Hitparáda                 | Pozice |
| ---- | ------------------------- | ------ |
| 2006 | Modern Rock               | 14     |
| 2006 | The Billboard Hot 100     | 88     |
| 2006 | Official UK Charts        | 18     |
| 2006 | Triple J Hottest 100 2006 | 24     |
| 2006 | Irish Singles Chart       | 37     |